# Barbaresca (canale)
Il vaso Barbaresca è una roggia della Bassa Bresciana orientale che irriga le campagne di Trenzano, Corzano e Barbariga.

## Storia
Di origini incerte: alcuni privilegi concessi dalla Repubblica di Venezia, per l'uso delle sue acque alla comunità di Barbariga e dei conti Provaglio, attestano il suo funzionamento nel Quattrocento.
In origine, il vaso riceveva le sue acque anche da un capofonte a sua volta alimentato dallo scarico della Roggia Trenzana, da cui il nome di Seriola Nuova o anche di Trenzana Nuova dato a questa roggia.

## Percorso
Il fontanile principale si trova a est dell'abitato di Trenzano e poco più a nord della strada provinciale 20 Rudiana (Maclodio-Trenzano-Rudiano). Dopo aver attraversato quest'ultima, si dirige verso sud, dove raccoglie altre risorgive e un tempo azionava l'abbandonato mulino della Lama.
Proseguendo in direzione sud, prima della località Tre Ponti dove scavalca il Vaso Ariazzolo con una navazza, la roggia cede parte delle acque al vaso Campagna il quale irriga i terreni a nord di Barbariga e a sud di Dello, prima di rientrare nella Barbaresca. Quest'ultima prosegue in direzione sud, irrigando la campagna a settentrione di Meano. Arriva a Bargnano, dove aggira l'abitato con un'ansa, in origine perché a protezione di una struttura castellana.
Proseguendo verso meridione, la roggia attraversa l'abitato di Frontignano per poi piegare verso est e bagnare la campagna a nord di Barbariga. La roggia si separa in due rami: il primo piega a sud e attraversa il paese, gettandosi nella roggia Fiumazzo di Barbariga, mentre il secondo ramo prosegue verso oriente per irrigare la campagna a sud di Dello, dove riceve le acque del vaso Campagna. Si getta infine nella roggia Poncarala nei pressi della provinciale Quinzanese. 